# معركة روركس دريفت
معركة روركس دريفت هي معركة وقعت بين الإمبراطورية البريطانية ومملكة الزولو بعد ساعات من معركة إيساندلوانا التي أنهزمت فيها بريطانيا،بعد المعركة قررت مملكة زولو مهاجمة محطة يتمركز بها البريطانين في روركس دريفت.
خلال المعركة أستطاع 150 جندي بريطاني بقيادة جون شارد صد هجوم الزولو المكون من 3000 إلى 4000 مقاتل.